# Isabel Coixet
Isabel Coixet Castillo (IPA: [izəˈbɛɫ kuˈʃɛt kəˈstiʎo]; Barcellona, 9 aprile 1960) è una regista e sceneggiatrice spagnola.

## Biografia
Appassionata di cinema fin dall'infanzia, dopo essersi laureata in storia all'Università di Barcellona inizia una fortunata carriera nel mondo della pubblicità, pur senza dimenticare la passione originaria: nella prima metà degli anni ottanta collabora regolarmente con le riviste Sal común e Fotogramas, nel 1983 vede realizzata la sua prima sceneggiatura, per il film Morbus di Ignasi P. Ferré, e l'anno successivo scrive e dirige il suo primo cortometraggio, Mira y verás.
Nel 1989 dirige il suo primo lungometraggio, Troppo vecchio per morire giovane, che le vale la candidatura ai Premi Goya come miglior regista esordiente, ma da cui a posteriori prende le distanze. Solo diversi anni dopo, nel 1996, realizza la sua opera seconda, Le cose che non ti ho mai detto, girata in lingua inglese con un cast internazionale, che le vale una nuova candidatura ai Premi Goya, questa volta per la migliore sceneggiatura originale. Nel 1998 realizza A los que aman, ambientato nella Spagna del XVIII secolo, e nel 2000 fonda una propria compagnia di produzione, Miss Wasabi Films.
Raggiunge il successo internazionale con il suo film successivo, La mia vita senza me (2003), co-produzione ispano-canadese a cui partecipa anche la El Deseo di Pedro Almodóvar, presentato in concorso al Festival di Berlino, vincitore di due Premi Goya (migliore sceneggiatura non originale e miglior canzone) e candidato agli European Film Awards per miglior film e miglior regista.
Nel 2005 realizza La vita segreta delle parole, presentato fuori concorso nella sezione Orizzonti alla Mostra del cinema di Venezia, che riceve la consacrazione in patria con quattro Premi Goya, fra cui quelli per miglior film e miglior regista.
Nel 2008, su invito dell'attrice Penélope Cruz, dirige Lezioni d'amore, tratto dal romanzo L'animale morente di Philip Roth, interpretato da Ben Kingsley e appunto dalla Cruz. Per la prima volta cura la regia di un film per cui non scrive la sceneggiatura.
Nel 2009 presenta in concorso al Festival di Cannes Map of the Sounds of Tokyo, interpretato da Rinko Kikuchi e Sergi López.

## Filmografia
- Mira y verás (1984) – cortometraggio
- Troppo vecchio per morire giovane (Demasiado viejo para morir joven) (1989)
- Le cose che non ti ho mai detto (Cosas que nunca te dije) (1996)
- A los que aman (1998)
- La mia vita senza me (Mi vida sin mí) (2003)
- Viaje al corazón de la tortura (2003) – documentario
- ¡Hay motivo! (2004) – episodio La insoportable levedad del carrito de la compra
- La vita segreta delle parole (La vida secreta de las palabras) (2005)
- Paris, je t'aime (2006) – episodio Bastille
- Invisibles (2007) – episodio Cartas a Nora
- Lezioni d'amore (Elegy) (2008)
- Map of the Sounds of Tokyo (2009)
- Another Me (2013)
- Ayer no termina nunca (2013)
- Guida per la felicità (Learning to Drive) (2014)
- Nadie quiere la noche (2015)
- La casa dei libri (La librería) (2017)
- Elisa e Marcela (Elisa y Marcela) (2019)
- Nieva en Benidorm (2020)
- El techo amarillo (2022) – documentario
- Un amor (2023)
- Tre Ciotole (2025)